# Home (álbum de The Gathering)
Home es el octavo álbum de estudio de la banda de rock neerlandesa The Gathering. El disco tuvo dos fechas de salida oficiales, debido a que fue lanzado bajo dos etiquetas discográficas distintas.  La primera fecha fue el 15 de abril de 2006 por Sanctuary Records, a través de su filial de marca heavy metal "Noise".  En Norteamérica tuvo una publicación independiente el 18 de abril de 2006 bajo el sello del sello de Brooklyn, Nueva York, "The End Records".
El álbum no es considerado uno de los trabajos más brillantes de la banda, aunque en términos generales, gozó de buena aceptación y críticas favorables, luego de tres años de ausencia de los estudios de grabación desde su "Souvenirs" (2003).
Una entrevista al baterista Hans Rutten realizada por la revista mensual de San Diego, “Modern Fix”, resume y describe muy bien a Home: “es más reducido (descarnado) ... `Souvenirs´ se estructuró bastante y era bastante pesado para realizar. Este es más simple, creo, pero sigue ahí, todavía en una forma de hacer las cosas al estilo de The Gathring. Sin embargo, rítmicamente hablando, es más reducido, es más primitivo, me parece. Creo que "primitivo" es una buena palabra ... es más instintivo (y) más primitivo. No es tan elaborado como `Souvenirs´, y tal vez es menos "trippish”. Quizás es más…  sí, un primitivo trip rock, algo así”.

Las letras de Home fueron escritas por la cantante Anneke van Giersbergen, en su última participación con The Gathering en el estudio.  La música fue compuesta por la banda. La producción estuvo a cargo de Attie Bauw.

## Lista de canciones
Todas las canciones compuestas por Anneke van Giersbergen, música por The Gathering.
1. "Shortest Day" – 4:12
2. "In Between" – 4:44
3. "Alone" – 4:56
4. "Waking Hour" – 5:38
5. "Fatigue" – 1:49
6. "A Noise Severe" – 6:06
7. "Forgotten" – 3:25
8. "Solace" – 3:51
9. "Your Troubles Are Over" – 3:46
10. "Box" – 4:43
11. "The Quiet One" (instrumental) – 2:16
12. "Home" – 6:58
13. "Forgotten Reprise" – 7:57

## Créditos
- Anneke van Giersbergen - vocalista/guitarras
- René Rutten - guitarras/flauta
- Marjolein Kooijman - bajo
- Hans Rutten - batería
- Frank Boeijen - teclados